# Killer Within
Killer Within é o quarto episódio da terceira temporada da série de televisão do gênero terror pós-apocalíptico The Walking Dead. O episódio foi exibido originalmente em 4 de novembro de 2012, na AMC, nos Estados Unidos. No Brasil, sua estreia ocorreu em 6 de novembro do mesmo ano, no canal Fox Brasil. Foi escrito por Sang Kyu Kim e dirigido por Guy Ferland. O episódio foi marcado pelas mortes dos personagens Lori Grimes e T-Dog, interpretados por Sarah Wayne Callies e IronE Singleton, respectivamente.
A maioria dos críticos de televisão revisaram positivamente o episódio, enaltecendo suas nuances sombrias e as performances. No entanto, alguns comentaristas criticaram as manobras narrativas e a direção tomada no episódio. "Killer Within" foi visto por 9,27 milhões de telespectadores, após a sua transmissão inicial nos Estados Unidos.

## Enredo
O episódio inicia com uma pessoa não-identificada usando os restos de uma carcaça de veado para atrair zumbis para uma trilha. Quando os zumbis começam a seguir a trilha, a pessoa rompe o bloqueio para a porta da prisão, colocando a carcaça nas proximidades. Enquanto isso, Rick Grimes (Andrew Lincoln) discute com Carol Peletier (Melissa McBride), Daryl Dixon (Norman Reedus), Maggie Greene (Lauren Cohan), Glenn (Steven Yeun) e T-Dog (IronE Singleton) a eliminação dos cadáveres em decomposição e outras tarefas necessárias para fazer da prisão um abrigo permanente. O grupo é abordado pelos ex-detentos Axel (Lew Temple) e Oscar (Vincent Ward), que estão visivelmente perturbados e imploram para se juntar ao grupo. Rick mostra-se inflexível e desvia-se dos apelos dos homens, alegando estar cumprindo um compromisso iniciado entre os dois grupos, com cada um destes tendo o seu próprio bloco de celas. T-Dog se solidariza com os ex-detentos e mostra-se aberto à ideia de deixá-los fazer parte do grupo, mas Rick insiste que os dois ex-detentos devem permanecer afastados do grupo, em seu próprio bloco de celas, recebendo o apoio de Maggie, Glenn e Daryl, e Carol mostrando-se neutra sobre a questão. Axel e Oscar recusam-se a voltar para seu bloco de celas devido aos inúmeros corpos de zumbis, que eles não podem queimar pois a área externa está dominada por zumbis. 
Em Woodbury, Michonne (Danai Gurira) examina os veículos da Guarda Nacional recuperados pelo Governador (David Morrissey) e seus homens. Ela percebe inúmeros buracos de bala e manchas de sangue em um deles. Quando o Governador se aproxima, Michonne questiona-o sobre os detalhes da morte dos soldados. O Governador ignora suas perguntas e tenta convencê-la a permanecer em Woodbury. Após o confronto, Michonne conta a Andrea (Laurie Holden) seus planos de migrar para o litoral.
Hershel Greene (Scott Wilson) dá seus primeiros passos depois de ter sua perna direita amputada por Rick. O momento é assistido por sua filha, Beth Greene (Emily Kinney), além de Lori Grimes (Sarah Wayne Callies) e Carl Grimes (Chandler Riggs). Hershel caminha alguns passos e é visto por Rick e Glenn, que mostram-se felizes com sua recuperação. Lori, que está enfrentando um relacionamento conturbado e distante com Rick desde que se descobriu grávida, aproxima-se da cerca e troca um sorriso espontâneo com seu marido. A celebração do grupo se encerra abruptamente quando uma manada de zumbis invade inesperadamente o pátio da prisão. O caos toma conta do lugar e o grupo é obrigado a se dispersar. Rick tenta alcançar Lori, mas ela foge para o interior da prisão, acompanhada por Carl e Maggie. Hershel e Beth se isolam em uma parte superior da prisão, onde estão inalcançáveis pelos zumbis. Carol e T-Dog lutam ferozmente contra os zumbis, atirando nestes. Rick, Daryl e Glenn chegam ao pátio da prisão e Glenn encontra a fechadura do portão externo quebrada, levando a crer que Axel e Oscar são responsáveis pela invasão dos zumbis. Quando as sirenes da prisão soam, mais zumbis são atraídos, mostrando que, de fato, alguém é culpado pelo caso, mas não se trata de Axel e Oscar pois eles estão próximos dos outros. Oscar explica que os geradores de back-up estão capacitando os alarmes, e os dois grupos colaboram para silenciá-lo. Enquanto isso, Carol e T-Dog continuam a atirar contra os zumbis, mas T-Dog é mordido por um deles. Desesperados, Carol e T-Dog também fogem para o interior da prisão.
Andrea explica a Merle Dixon (Michael Rooker) a localização da fazenda de Hershel. Merle pede a ela que se junte a ele em sua jornada para procurar Daryl, mas ela recusa. O Governador nega o pedido de Merle para sair e procurar seu irmão, mas muda de ideia e concorda em acompanhar Merle se ele realizar uma missão especial para ele. O Governador começa a desenvolver um relacionamento com Andrea, que decide ficar em Woodbury, para desgosto de Michonne.
Lori, Maggie e Carl percebem que a situação no interior da prisão não está tão segura quanto imaginavam, quando se deparam com vários zumbis. Eles passam a procurar por uma saída do local, quando Lori entra em trabalho de parto. Por conseguinte, Carol oferece assistência a T-Dog, que está gravemente ferido, mas ele se recusa, afirmando que sua lesão é fatal e que ele irá se transformar em um zumbi. Depois de serem bloqueados no corredor por zumbis, em ambos os lados, T-Dog se sacrifica para garantir a segurança de Carol. Horrorizada com a visão de zumbis devorando T-Dog ainda vivo, Carol foge e desaparece nos corredores. Em outra parte da prisão, Carl, Maggie e Lori se refugiam em uma sala. Lori está tendo suas contrações e começa a sangrar profundamente. Percebendo que não vai sobreviver ao parto, Lori reconcilia-se com Carl e dá ordens para Maggie realizar uma cesariana, com todos sabendo que Lori não vai sobreviver. Lori e Carl trocam suas últimas palavras e Maggie realiza a cesariana, resultando na morte de Lori. Carl, perturbado, atira no corpo da mãe para evitar sua reanimação.
Andrew (Markice Moore), o detento que Rick já tinha perseguido no pátio da prisão, revela ser o autor do crime, quando ele ataca Rick por trás na sala do gerador. Enquanto os dois homens brigam, Daryl prende a porta contra vários zumbis e Oscar pega a arma de Rick. Andrew pressiona Oscar a matar Rick, mas Oscar mata Andrew, em seu lugar. Oscar entrega a arma para Rick, que desliga os geradores de emergência. Glenn e Axel se juntam a eles, e em seu caminho para a área externa da prisão, os cinco descobrem os restos de T-Dog, bem como o lenço usado por Carol em sua cabeça, levando-os a presumir que ela também havia morrido. Eles se reúnem com Beth e Hershel no pátio. Quando Rick se prepara para voltar em busca dos outros, Carl e Maggie saem do interior do prédio com um bebê recém-nascido. 
Inicialmente perplexo com a ausência de Lori, Rick desmorona quando ele percebe que ela está morta.

## Produção
| |  |  |
| Sarah Wayne Callies (à esquerda) e IronE Singleton (à direita) fizeram suas aparições regulares finais em Killer Within. |  |  |

"Killer Within" foi escrito por Sang Kim Kyu e dirigido por Guy Ferland, sendo o segundo episódio da terceira temporada dirigido por Ferland - o primeiro foi o terceiro episódio, Walk with Me.
O episódio marca as aparições finais da atriz Sarah Wayne Callies e do ator IronE Singleton, que interpretam Lori Grimes e T-Dog, personagens regulares e recorrentes. Sarah Wayne Callies sugeriu a morte de Lori à Frank Darabont em numerosas ocasiões, mas foi Glen Mazzara quem tomou a decisão de matá-la. A equipe de roteiristas optaram por revelar a decisão nas gravações da primeira parte da temporada. Glen Mazzara e Sarah Wayne Callies conversaram minimamente sobre como Lori deveria morrer, mas Callies optou por esperar até o lançamento do roteiro para adquirir mais conhecimento, já que sua personagem morreria a essa altura dos fatos, nas histórias em quadrinhos.
Para se preparar para a cena da morte, Callies assistiu ao filme Nascido para Matar, dirigido por Stanley Kubrick. Ela gostava do desempenho do ator Arliss Howard e descreveu a morte de seu personagem como "uma espécie de estranha morte". Callies não chegou a ensaiar a morte de sua personagem com Chandler Riggs.
Os produtores treinaram Lauren Cohan para realizar uma cesariana, em preparação para a cena. Sarah Wayne Callies usava um equipamento collant-esque, que se assemelha a um abdômen de mulher grávida; com um abdômen protético que foi posteriormente colado na roupa. Este processo levou cerca de uma hora para ser concluído. Dentro do abdômen protético, camadas adicionais que imitavam um útero foram adicionadas, para simular o feto. Um tiro de inserção foi tomado quando o abdômen foi cortado, enfatizando o fluxo de sangue incontrolável. O líquido foi bombeado através de um pequeno tubo ligado à parte da frente do mesmo.
IronE Singleton foi informado sobre o destino de seu personagem antes que a produção da terceira temporada começasse. Singleton comentou a morte "heróica" de seu personagem: "Quando eu li [o roteiro], eu estava grato por ele sair como um herói. Isso me fez sentir muito apreciado".

### Tema
O tema central em Killer Within é a morte. T-Dog morre ao se sacrificar para permitir que Carol escapasse, enquanto Lori morre após uma operação improvisada, e Andrew morre ao tentar matar Rick. Robert Kirkman desejava que Rick e Carl desenvolvesse uma psique diferente durante a temporada, e a morte de Lori iria servir como um catalisador para o desenvolvimento de ambos os personagens. A angústia de Rick se manifesta em grande parte da cena final do episódio, levando Glen Mazzara a acreditar que "tudo está no ar e tudo pode acontecer" uma vez que o grupo enfrenta o governador nos episódios seguintes. Robert Kirkman concordou, proclamando que não só era inevitável, mas também desenvolveria o personagem de Rick.